# Bernd J. Diebner
Bernd Jörg Diebner (* 8. Mai 1939 in Berlin; † 9. April 2023 in Wiesloch) war ein deutscher evangelischer Theologe, Pfarrer, Alttestamentler, Kirchenhistoriker und Koptologe.

## Leben
Bernd Jörg Diebner wuchs die ersten Jahre im pommerschen Cammin (heute polnisch: Pobierowo) auf. 1945 kam er nach Hamburg, wo er im Stadtteil Groß Flottbek lebte und 1957 am staatlichen Christianeum sein Abitur machte. Er studierte dann bis 1965 Theologie, Germanistik, Christliche Archäologie und Koptologie an den Universitäten Hamburg, Tübingen, Bonn und Heidelberg. 1959 bis 1963 lebte er in Schmerbroich-Niederpleis bei Siegburg. 1961 bis 1962 war er Hilfskraft beim Alttestamentler Martin Noth in Bonn. 1962 bis 1965 war er Assistent bei Erich Dinkler in Bonn und Heidelberg. In Heidelberg wurde Diebner 1965 im Fach Kirchengeschichte und Christliche Archäologie mit einer Arbeit Die Orientierung des frühchristlichen Kirchenraumes und ihre theologische Begründung: Dargestellt am Beispiele Roms, Syriens und Konstantinopels promoviert. 1965 bis 1967 war er wissenschaftlicher Assistent im Fach Christliche Archäologie in Heidelberg. Von 1968 bis 1970 war er Vikar und Pastor der Evangelisch-Lutherischen Kirche im Hamburgischen Staate. Er gehörte ideell zu den „Notstandsvikaren“, die eine kritische Kirchenzeitschrift herausgaben. Bis 1972 hatte er einen Lehrauftrag für Koptologie an der Universität Hamburg. 1970 bis 1972 erhielt er ein Habilitations-Stipendium der Deutschen Forschungsgemeinschaft. 1970 wurde er ordiniert und zum Pastor der evangelisch-lutherischen Landeskirche im Hamburgischen Staate ernannt. 1972 erhielt er einen Lehrauftrag für Altes Testament an der Universität Heidelberg. 1973 erhielt er ein Lehrkurs-Stipendium des Evangelischen Instituts für die Altertumskunde des Heiligen Landes. 1985 wurde Diebner nebenamtlich Pastor der Dansk Kirke i Sydslesvig. 1999 erfolgte die Ernennung zum Honorarprofessor der Universität Heidelberg, wo er auch nach seiner Pensionierung 2004 noch lehrte.
Durch seine vielseitigen Forschungen und Erfahrungen entwickelte er eine kritische Interpretation der Biblica Hebraica, des hebräischen Alten Testaments. 1974 wurde er Mitherausgeber der Dielheimer Blätter zum Alten Testament, die von 1984 bis zu ihrer Einstellung 1999 Dielheimer Blätter zur Archäologie und Textüberlieferung von Antike und Spätantike (DBAT) hießen. 1976 wurde er Mitglied der International Association for Coptic Studies (IACS) in Kairo. 1982 wurde er Redakteur des Periodikums De Kennung, einer Zeitschrift für plattdeutsche Gemeindearbeit, es ist das Verbandsorgan der Plattform Plattdüütsch in de Kark, ein Zusammenschluss von acht landeskirchlichen Arbeitsgemeinschaften für plattdeutsche Verkündigung. 1982 begann er mit koptologischen Lehrveranstaltungen im Ägyptologischen Institut an der Universität Heidelberg, die er zumeist gemeinsam mit Claudia Nauerth und Reinhard Grieshammer abhielt. 1989 bis 2001 leitete er Bibelarbeiten am Deutschen Evangelischen Kirchentag (DEKT). 1991 wurde er Mitglied der Arbeitsgemeinschaft Christliche Archäologie zur Erforschung spätantiker, frühmittelalterlicher und byzantinischer Kultur. 1996 wurde er regelmäßiger Mitarbeiter der Stuttgarter Predigtstudien (PStS), später kamen die Pastoralblätter (PBl) dazu.
2000 wurde er Mitglied der Internationalen Gesellschaft für Dialektologie des Deutschen (IGDD) in Göttingen. 2006 hatte er eine Gastprofessur an der Evangelisch-theologischen Fakultät der Karls-Universität in Prag. Im gleichen Jahr nahm er einen Lehrauftrag für Koptologie am Ägyptologischen Institut der Universität Heidelberg wahr. Neben seiner universitären Tätigkeit hielt Diebner Vorträge in Kirchgemeinden und referiert auch auf Pastoralkollegs.

## Lehre und Forschung
Diebner begann im Alten Testament zu forschen; er interpretiert den Tanach (Tora, Neviim und Ketubim) als antik-jüdische Literatur der hellenistisch-römischen Epoche und nicht als christlichen Text. Denn die Unterschiede zwischen hebräisch-aramäischen und der griechischen Textüberlieferung seien groß. Die heutige Biblia Hebraica Stuttgartensia (BHS) basiere auf der hochmittelalterlichen jüdischen Handschrift, dem Codex Leningradensis (Cod. L) und nicht auf älteren Dokumenten, die erst im 19. und 20. Jahrhundert gefunden wurden und heute zur Verfügung stünden.
Die historisch-kritische Forschung am Alten Testament seit dem Rationalismus und der Aufklärung bezeichnet er kritisch als Prozess der Abstraktion. Reduzierend würden ursprüngliche und gute Lesarten herausgeschält, aber die Bibeltexte würden auch unseren heutigen pseudokritischen Lesegewohnheiten angepasst, obwohl wir uns dessen kaum bewusst seien. Gerade Quellenscheidung und Redaktionsgeschichte sonderten „unbrauchbare“ Texte aus und entwerteten sie zu Unrecht, weil es an Selbstkritik und Methodenkritik im deutschsprachigen universitären Raum fehle. Die pragmatischeren Angelsachsen läsen unter dem Etikett New Literary Criticism die Texte wieder als solche und legten sie aus, ohne sie sezieren zu müssen. Diebner versteht und akzeptiert die Biblica Hebraica als gottesdienstlichen und religiösen Unterweisungstext des antiken Judentums. Sie sei als orientalischer, anti-hellenistischer Text endgültig erst in römischer Zeit entstanden, als der Hellenismus bereits die Leitkultur war. Entsprechend sei sie als ein differenziertes und zugleich kämpferisches Dokument in ihrer antiken Umwelt zu verstehen. Die damaligen Autoren mussten sich mit der herrschenden Kultur auseinandersetzen und taten dies in konfrontativer und anpassender Weise.
Ein zweites Gewicht bekam die Koptologie, besonders die spätantiken koptischen Papyri mit religiösem Inhalt, die aus biblischen Texten und deuterokanonischer Literatur bestehen. In der Christlichen Archäologie interessierte ihn die Spätantike, er beschränkte sich auf Beiträge zur jüdisch-spätantiken Parallelkultur, die sich vor allem in den Synagogen manifestierte.
In der Praktischen Theologie leistete er Beiträge aus dem Alten Testament zur kirchlichen Verkündigung in hochdeutscher und plattdeutscher Sprache. Weiter publizierte er zur jüngeren Geschichte des deutsch-dänischen Kulturraums in Schleswig.

## Ehrungen
- Peter-Zenger-Preis für die beste Hamburger Schülerzeitschrift 1957.
- Ehrenmitglied der Arbeitsgemeinschaft plattdeutscher Pastoren Niedersachsens und Bremens 2014.
- Ehrenbrief der Fritz Reuter Gesellschaft in Neubrandenburg 2014

## Publikationen (Auswahl)
- Die Orientierung des frühchristlichen Kirchenraumes und ihre theologische Begründung: Dargestellt am Beispiele Roms, Syriens und Konstantinopels. Dissertation, Heidelberg 1965.
- Dielheimer Blätter zum Alten Testament (DBAT). Nr. 7–11 (1974–1976), sowie Beiheft 1: Festschrift zum 50. Geburtstag von Rolf Rendtorff (1975). Mitherausgeber: Hermann Schult und Konrad Rupprecht, Dielheim, 1974.
- Literarkritische Probleme der Zephanja-Apokalypse. In: Robert McLachlan Wilson (Hrsg.): Nag Hammadi and Gnosis, Papers Read at the First International Congress of Coptology Cairo, 1976 (= NHS 14), Leiden 1978, S. 152–167.
- Erwägungen zum Thema „Exodus“. In: H. Altenmüller, D. Wildung (Hrsg.): Festschrift für Wolfgang Helck (= SAK 11), Hamburg 1984, S. 595–630.
- Dielheimer Blätter zum Alten Testament und seiner Rezeption in der Alten Kirche. Nr. 21. Herausgegeben mit Claudia Nauerth, DBAT, Heidelberg, 1985.
- Die biblischen Texte des Hamburger Papyrus bilinguis 1 (Cant, Lam co., Eccl. gr. et co.) in ihrem Verhältnis zum Text der Septuaginta, besonders des Kodex B (Vat.gr. 1209): Beobachtungen und methodische Bemerkungen. In: Tito Orlandi, Fr. Wisse (Hrsg.): Acts of the 2nd International Congress of Coptic Studies, Roma 1980. C.I.M., Roma 1985, S. 59–74.
- Hamburger Papyrus bilinguis 1, koptisch – griechisch. CahOr 18, Genève 1989.
- „Das Plattdeutsche hat Heimatrecht auch bei uns!“ Zur Rolle des Niederdeutschen in der deutschsprachigen Presse Nordschleswigs während der NS-Zeit. In: K. Dohnke, N. Hopster, J. Wirrer: Niederdeutsch im Nationalsozialismus. Hildesheim, 1994, S. 441–492.
- Juda und Israel: Zur hermeneutischen Bedeutung der Spannung zwischen Judäa und Samaria für das Verständnis des TNK als Literatur. In: Martin Prudký (Redaktion): Festschrift für Jan Heller zum 70. Geburtstag. Kampen und Prag 1995, S. 86–132.
- Ekklesiologische Aspekte einer Kanon-Hermeneutik der hebräischen Bibel (TNK). The Power of Right Hermeneutics Simply as Entertainment. Vorträge aus Anlass der Emeritierung von Rochus Zuurmond am 26. Januar 1996. DBAT.B 14a, Heidelberg, 1996.
- Deutsche Mundarten an der Wende? Herausgeber: Rudolf Lehr, Odenwälder, Heidelberg 1996, ISBN 3-929295-18-0.
- Gen 17 als Mitte eines Päsach-Zyklus in der Torah. In: Communio Viatorum. 40, 1998, S. 101–125.
- 'Pontius Pilatus' in der postkanonischen Literatur. Ein Beitrag zur Funktion und Rezeption der seit 2000 Jahren meisterwähnten Figur der Geschichte. In: Hermann Lichtenberger, G. S. Oegema (Hrsg.): Jüdische Schriften in ihrem antik-jüdischen und urchristlichen Kontext (= JSHRZ. St. 1), Gütersloh 2002, S. 429–448.
- Zephanjas Apokalypsen. Koptische Zephanja-Apokalypsen-Fragmente. Jüdische Schriften aus hellenistisch-römischer Zeit Band V/9, Gütersloher Verlagshaus, Gütersloh 2003, ISBN 3-579-03945-8[5]
- De Wiehnachsgeschicht op platt. Ut’n griekschen Text öberdroogen vun Pastor Bernd J. Diebner. Herausgeber: Walter Sauer, Naumann, Nidderau 2000, ISBN 3-933575-39-7.
- Mit Ludwig Thoma: Hillige Nacht. Naumann, Nidderau 2002, ISBN 3-933575-97-4.
- Seit wann gibt es „jenes Israel“? Gesammelte Studien zum TNK und zum antiken Judentum – Beiträge zum Verstehen der Bibel 17. Herausgeber: Benedikt Hensel, Frank Zeidler und Veit Dinkelaker. LIT Verlag 2011, ISBN 978-3-643-10832-6.
- Dat Oole Testament verkloort op Platt. Plattdüütsch Opsätz in Utwohl. Bibelstudien 2012, ISBN 978-3-643-11763-2.
- mit Heinrich Kröger und Manfred Mergel: Mundart in der Kirche. Möglichkeiten und Grenzen. LIT-Verlag, 2014, ISBN 978-3-643-12322-0.
- Ein Testament zum Alten Testament: unerwartete exegetische Durchblicke (= Bibelstudien. Band 16). Lit-Verlag, 2016, ISBN 978-3-643-13206-2.
- „Milch und Honig“ – exegetische Korrekturen (= Bibelstudien. Band 29). Lit-Verlag, 2021, ISBN 978-3-643-14833-9.
- Failed Methods and Ideology in Canonical Interpretation of Biblical Texts – Changing Perspectives 9. Routledge, 2023, ISBN 978-1-032-57641-1.